# Ioana Stănciulescu
Ioana Stănciulescu (n. 18 februarie 2004, Constanța, România) este o gimnastă română, medaliată europeană.

## Legături externe
Materiale media legate de Ioana Stănciulescu la Wikimedia Commons
- Ioana Stănciulescu la Comitetul Olimpic și Sportiv Român (arhivat)